# سال‌گریو
سال‌گریو (به انگلیسی: Sulgrave) یک روستا و محله مدنی در بریتانیا است که در South Northamptonshire واقع شده‌است. سال‌گریو ۸٫۳ کیلومتر مربع مساحت و ۳۸۰ نفر جمعیت دارد.